# 갈루초
갈루초(이탈리아어: Galluccio)는 이탈리아 캄파니아주 카세르타도의 코무네다. 나폴리로부터 북서쪽으로 60km, 카세르타로부터 북서쪽으로 45km거리에 있다.